# Thame
Thame este un oraș în comitatul Oxfordshire, regiunea South East, Anglia. Orașul se află în districtul South Oxfordshire.